# El terzo hombre
El terzero hombre è un singolo di Gigi Proietti, pubblicato nel 1989 e musicato dal compositore Stelvio Cipriani, che funge da sigla della edizione 1988-1989 del Processo del Lunedi condotto da Aldo Biscardi.
La canzone è cantata da Proietti in un maccheronico inglese unito con frasi in dialetto romano e con citazioni storiche, come anche la citazione della La canzone del Piave.
Già Proietti aveva cantato un'altra sigla per il programma in questione, Tira el balon bombero.